# ジェイ・アップルトン

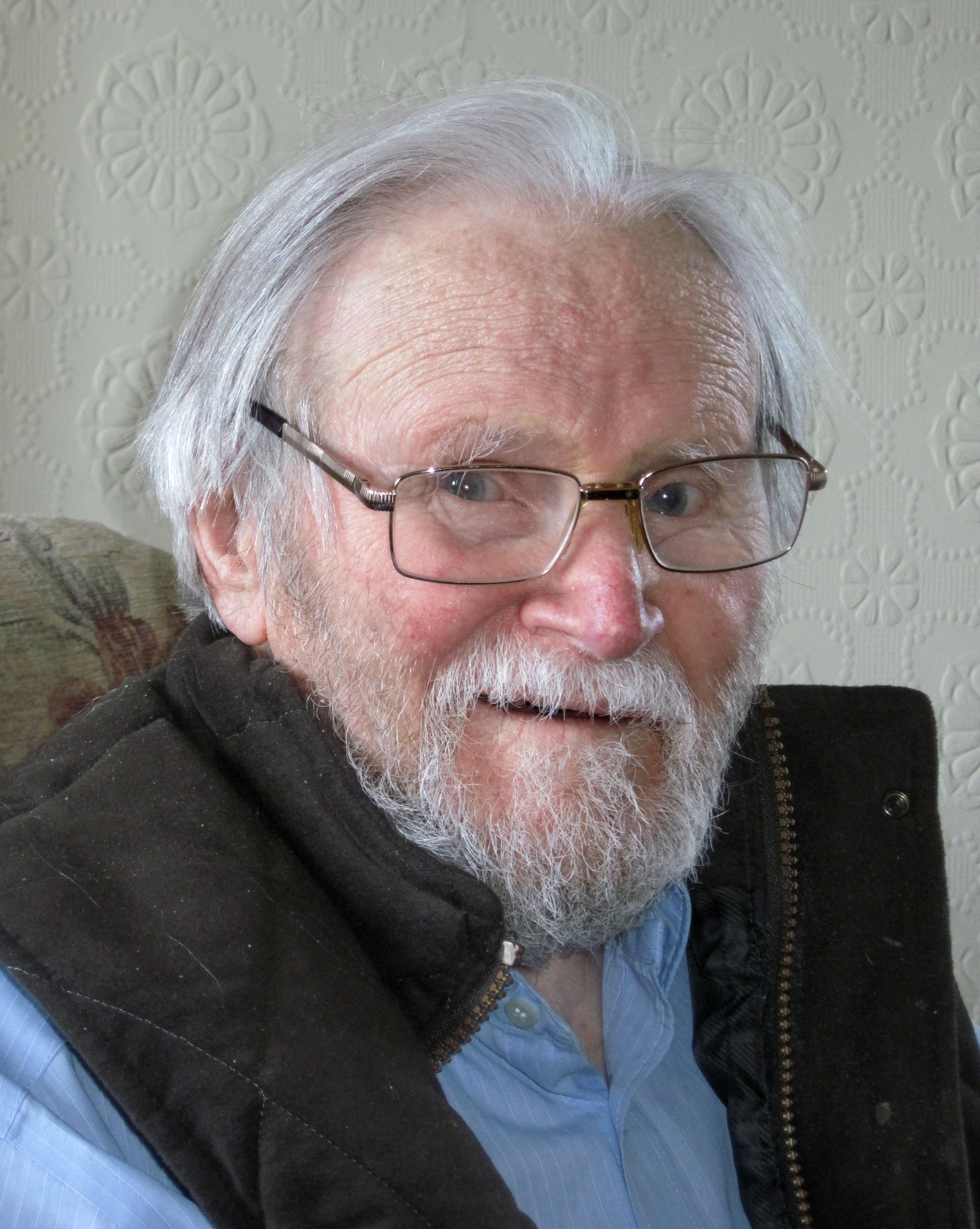
晩年のジェイ・アップルトン、2013年撮影。

ジェイ・アップルトン（Jay Appleton、1919年12月 - 2015年4月27日）は、生息地（ハビタート）理論を提唱し、「見晴らし＝隠れ家 (prospect-refuge)」の概念を考察した、イギリスの地理学者。

## 経歴
アップルトンは、1919年12月にヨークシャー州で生まれた。生後18ヶ月で、ノーフォーク州フェイクナムに近いスティバードに移り住んだ。1940年、州内南部のディスへ移り住んだが、その十年後には、大学の仕事のためにヨークシャー州に戻り、そのまま死去するまでコッティンガムに住み続けた。

## 研究歴

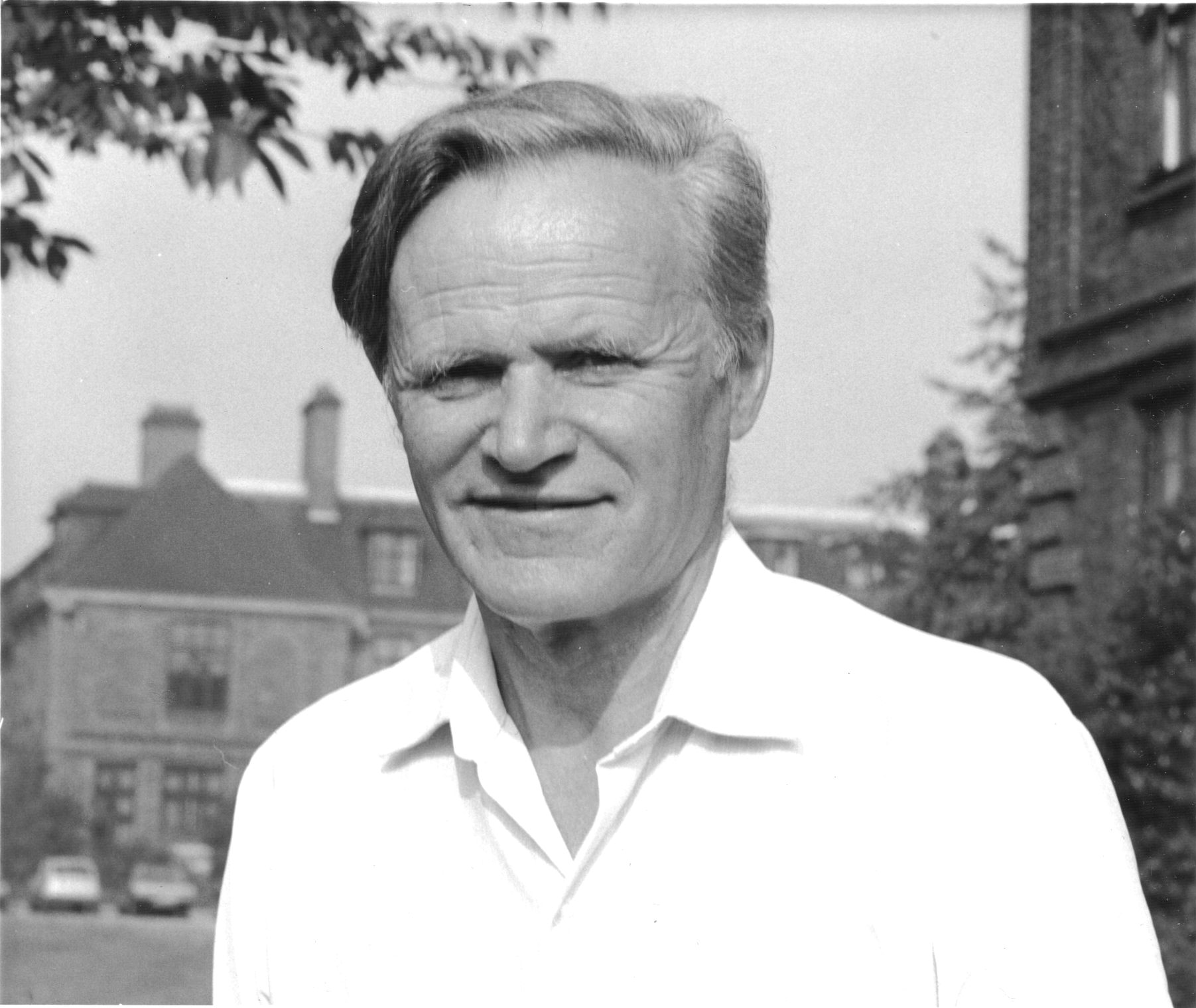
1960年代、ハル大学の教員だった頃のジェイ・アップルトン。

アップルトンは、オックスフォード大学とダラム大学に学び、さらに後のニューカッスル大学の前身となったキングズ・カレッジ (King's College) でも学んだ。その後は、ハル大学の地理学教授となり、1985年に引退して名誉教授となった。,
アップルトンは、人文地理学者として、特に交通の問題に関心を寄せ、1962年には、『The Geography of Communications in Great Britain』を出版した。
1970年、田園委員会の求めに応じた報告書の中で、彼は「イングランドおよびウェールズにおける廃止された鉄道路線 (Disused railways in the countryside of England and Wales)」について提言をした。
1975年、アップルトンは『The Experience of Landscape』（「景観の経験」の意）を出版し、人間の美意識としての「見晴らし＝隠れ家理論 (prospect-refuge theory)」を提唱した。この理論によれば、芸術における嗜好は「生来の欲求を満足させるべく特定の手法に対して獲得された傾向　(an acquired preference for particular methods of satisfying inborn desires.)」なのだという。そこには、機会を求めて見晴らしを得たいという欲望と、安全のために隠れ家にこもっていたいという二つの欲望がある。この両者を跡付けていくことで、成功した、永続的な美意識にたどり着くことができ、同様のことを予測することを可能にする能力を得るというのである。

## その他の分野における業績
1950年代はじめから、アップルトンはノーフォーク方言で物語を書き、これをバーミンガムから放送されるBBCのミッドランド地域放送で朗読するようになった。1958年にBBCがノリッジのセント・キャサリンズ・クロウズ (St Catherine’s Close) に新たなスタジオを設けた際にも、これを記念して新たな物語が提供された。
アップルトンは、詩人としても詩集を出版していた。